# S/S Monark (1917)
Ej att förväxla med S/S Monark (1938)
S/S Monark var ett svenskt lastfartyg, som levererades 1917 som S/S Masilia av Oskarshamns Mekaniska Verkstad & Skeppsdocka AB till Rederi AB Svenska Lloyd i Göteborg. 
S/S Masilia såldes 1954 till det tyska rederiet Aug. Bolten i Hamburg och döptes om till S/S Halleberg, men fortsatte i trafik för Svenska Lloyd. År 1956 köptes hon av Rederiet Monark i Stockholm, varefter hon omdöptes till S/S Monark. Hon var det tredje fartyget i Monarkrederiet med detta namn.
S/S Monark var fram till 1964 den äldsta svenska koleldade lastångaren i trafik.

## Pråm
S/S Monark  togs ur trafik 1964 och skars ned på Ekensbergs varv i Stockholm för att tjänstgöra som pråm för AB Skånska Cementgjuteriet, genom att överbyggnad och maskin togs bort.
År 1972 såldes hon till Bogser AB Sven i Göteborg, varefter hon ytterligare skars ned för att bli en så kallad "flat-top" pråm. Tonnaget var därefter 1.423 ton (brutto- och nettoton). Rederi AB Nestor i Piteå, senare med namnet Marine Solutions MG AB, köpte pråmen 2012 och registrerade den under namnet Carrier 1. Hon såldes vidare till Skanska Industrial Solutions AB i Stockholm 2019 och övertogs samma år av Mica Eriksson i Stockholm.
Från 2017 har pråmen tjänat som temporär kaj i Mälaren vid Slagsta i Botkyrka kommun. Hon har därefter övertagits av Trafikverket.

## Flera S/S Monark
Monark Line AB hade fyra lastfartyg med namnet Monark:
- 1928–1938 S/S Monark (1914), byggd vid Fredrikstad Mekaniske Verksted i Norge 1914, sänkt vid ett brittiskt flygangrepp vid Ålesund i Norge i mars 1945
- 1938–1940 S/S Monark (1938), byggd 1938 vid Lindholmens varv i Göteborg, beslagtagen i Bergen av Tyskland i april 1940 och sänkt av brittisk ubåt utanför Lindesnes samma månad
- 1956–1964 S/S Monark (1917), idag pråmen Carrier 1
- 1965–1971 S/S Monark (1950), byggd 1950 vid Lübecker Flender-Werke i Tyskland, grundstött 1971 på Löfgrunds rabbar i Gävlebukten och upphuggen

## Galleri

Monark (1917)
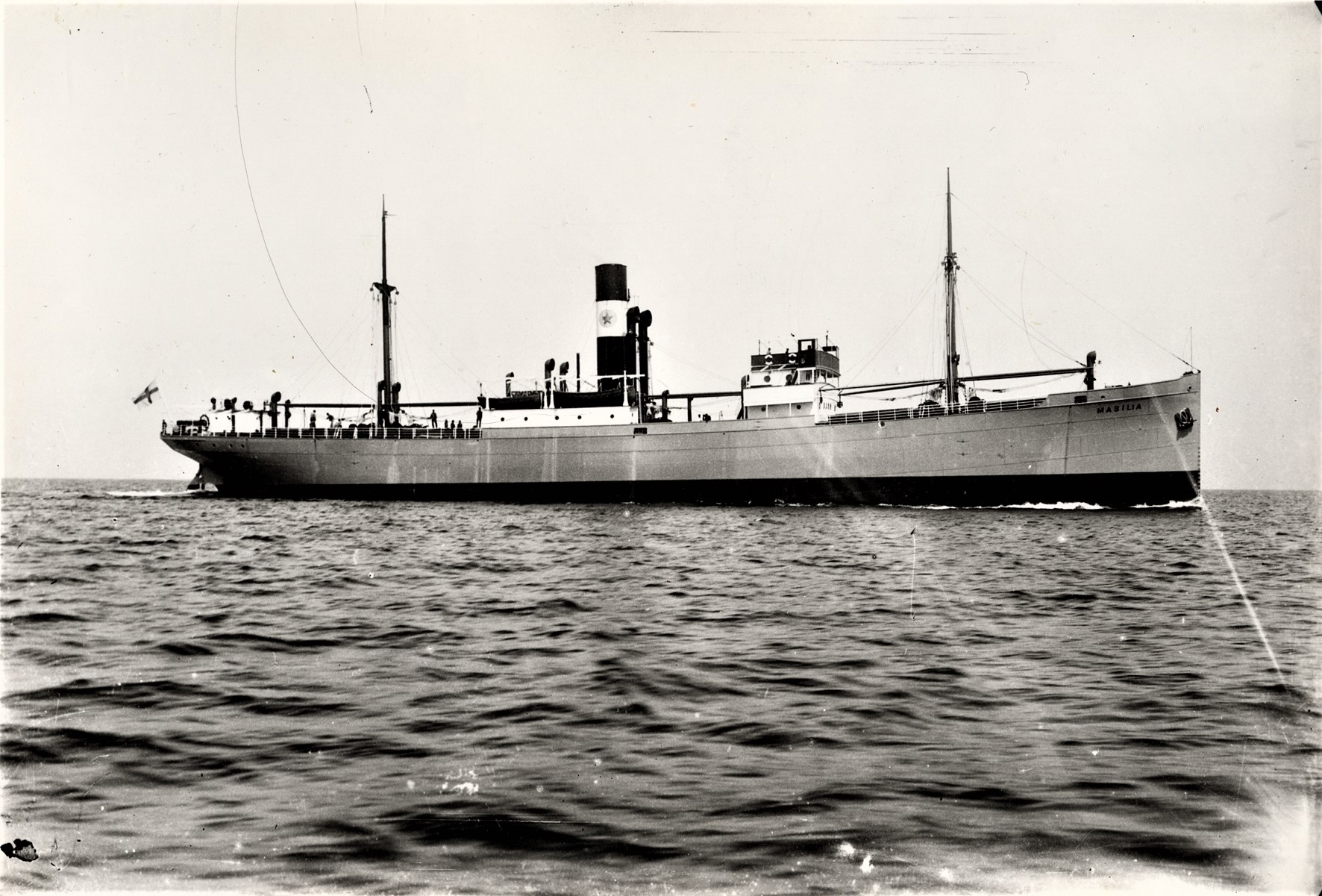
Masilia
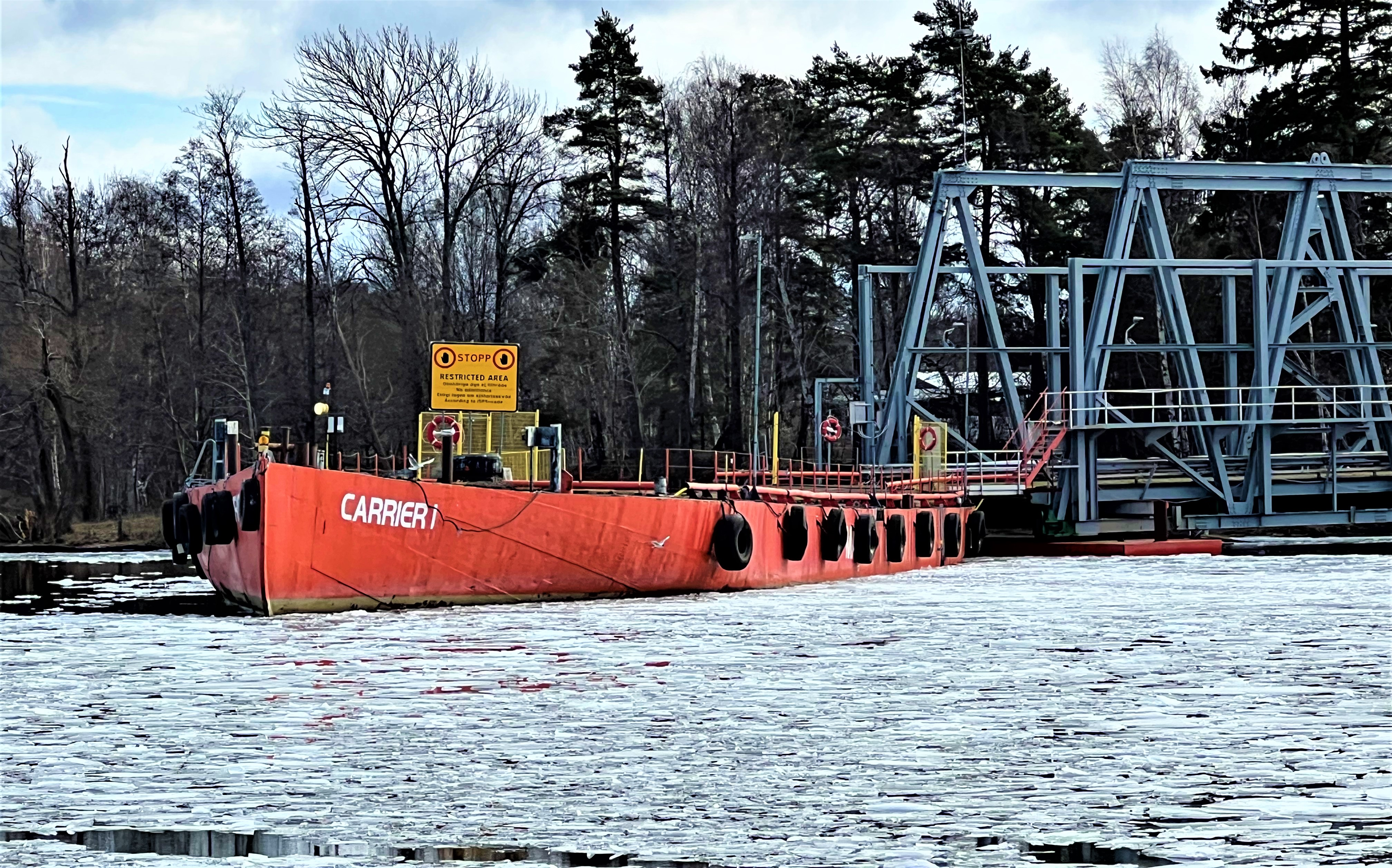
Pråmen Carrier 1 vid Ekeröleden i Slagsta i Botkyrka kommun, 2023.